# フランツ・シュペータ
フランツ・シュペータ（Franz Speta、1941年12月22日生まれ）は、オーストリアの植物学者である。オーバーエスタライヒ州立博物館(Oberösterreichischen Landesmuseum))などで働いた。球根植物の分類学的研究を専門とする。

## 略歴
リンツで生まれた。事務職見習いなどで働いた後、高等学校卒業資格試験（マトゥーラ:Matura）に合格し、ウィーン大学で植物学を学び、ガイトラー（Lothar Geitler）とヴォース（Tschermak Woess）のもとで種子の昆虫誘引物質（エライオソーム）の発生機構の研究論文を執筆し、1972年に博士号を得た。
1970年からリンツのオーバーエスタライヒ州立博物館の植物と無脊椎動物の研究職を務め、1985年から副館長、1890年から1891年まで臨時館長、2003年から新設された生物学センターの館長を務めた。1982年にザルツブルク大学の植物分類学の講師（venia legendi）を務めた。1904年に評議員（ Wirklichen Hofrat）を務めた。
ヒヤシンス科（Hyacinthaceae）やユリ科などの球根植物の分類を専門とし、オオバコ科やゴマノハグサ科、タヌキモ科の植物も研究し約100編の論文を発表した。
キジカクシ科の属名、Spetaea Wetschnig & Pfosserや、種名Scilla spetana Keresztyに献名されている。

## 著作
- M. Pfosser, F. Speta: Phylogenetics of Hyacinthaceae based on plastid DNA sequences. Annals of the Missouri Botanical Garden, Band 86, 1999, S. 852-875.
- F. Speta: Hyacinthaceae. In K. Kubitzki (Hrsg.): The Families and Genera of Vascular Plants. Springer-Verlag Berlin, Heidelberg, New York, 1998, S. 261-285.
- F. Speta: Systematische Analyse der Gattung Scilla L. (Hyacinthaceae). Phyton (Horn), Band 38, S. 1-141.